# Albert C. Kruyt

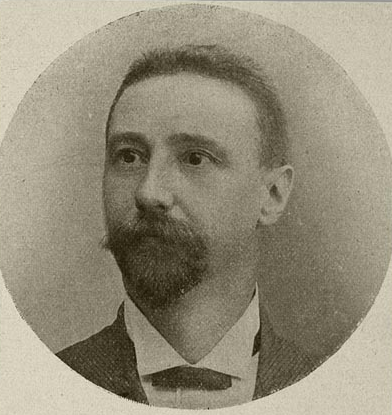
Albert Christian Kruyt (um 1906)

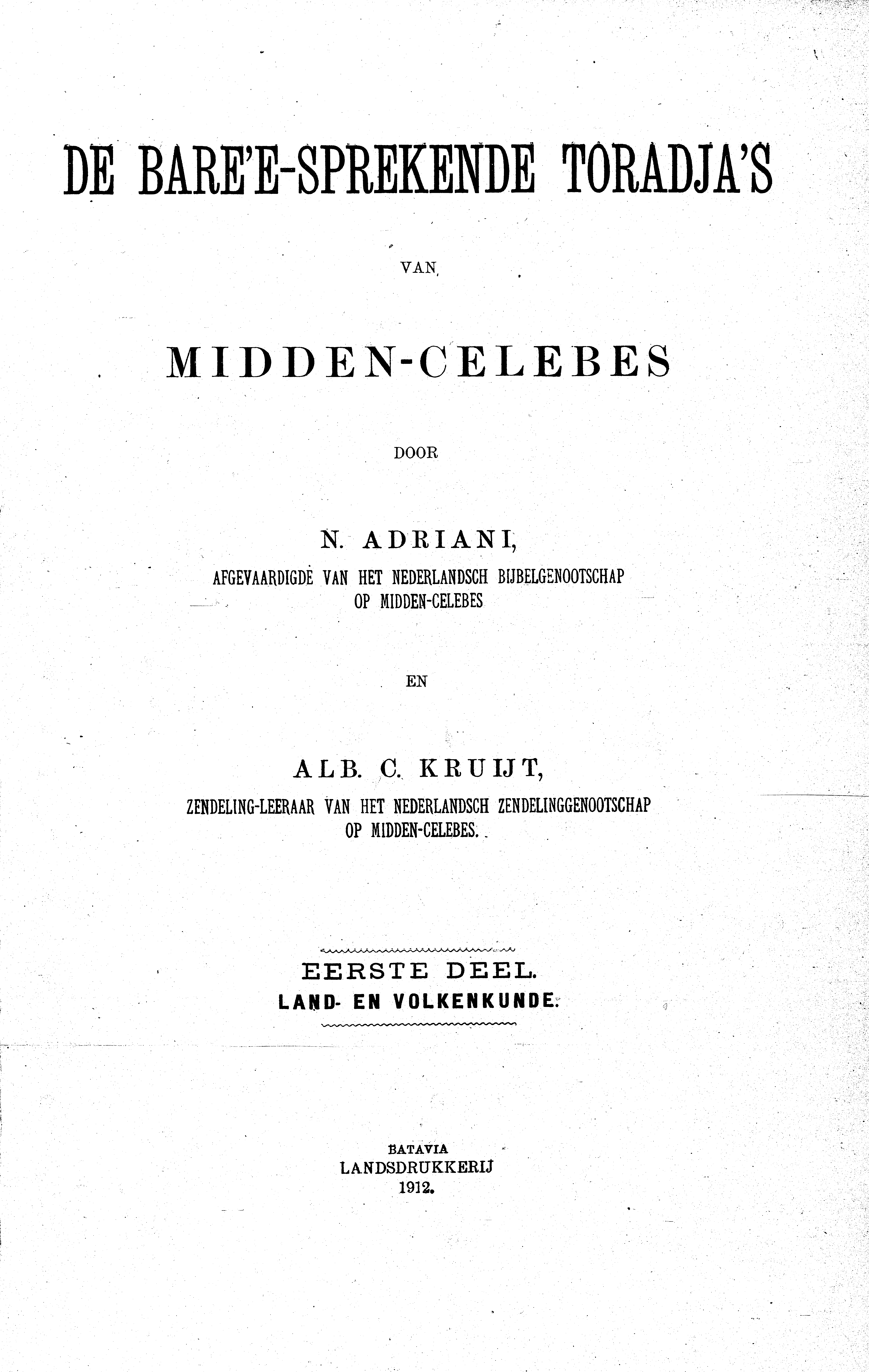
N. Adriani & Alb. C. Kruijt: De Bare'e-sprekende Toradja's van Midden-Celebes

Albert Christiaan Kruyt (* 10. Oktober 1869 in Surabaya; † 19. Januar 1949 in Den Haag), auch in der Schreibung Kruijt, war ein niederländischer Missionar und Ethnograph, der in Niederländisch-Indien (heute Indonesien) wirkte.

## Leben und Wirken

Lage von Zentral-Sulawesi (Midden-Celebes)

Albert Christiaan Kruyt wurde 1869 in eine Missionarfamilie geboren. Als er sieben Jahre alt war, schickten seine Eltern ihn in die Niederlande, um dort die Schule zu besuchen.

### Tätigkeit als Missionar
Die Niederländische Missionsgesellschaft  (Nederlandsch Zendeling Genootschap) entsandte Kruyt als Missionar in den Malaiischen Archipel, und zwar nach Zentral-Celebes (Zentral-Sulawesi), wo er mit Nicolaas Adriani zusammenarbeitete. 1892 errichteten Albert Kruyt und Nicolaas Adriani im Auftrag der Rotterdamer Mission an der Mündung des Poso in der gleichnamigen Siedlung Poso eine Missionsstation. Dort entwickelte er sich zu einem bedeutenden Ethnographen. Den Anlass dazu gab die Eigenart der Mission in den Bergen von Sulawesi, die später einsetzte als die Missionen auf Java, auf den Molukken und in Teilen von Sumatra. Die Mission auf Sulawesi setzte nicht auf möglichst „schnelle Taufen“. Kruyt wartete 17 Jahre, bis er die Zeit für gekommen hielt, die erste größere Gruppe von Einheimischen zu taufen. Den Missionaren auf Sulawesi ging es um den allmählichen Aufbau einer einheimischen Kirche. Das erforderte ein gemächliches Sich-einleben der Missionare in die einheimischen Kulturen. So wurden einige von ihnen zu Ethnologen und Linguisten. „Kruyt ist der Prototyp des ethnographisch interessierten Missionars, dem die Ethnologie so unendlich viel verdankt.“
1932 kehrte Kruyt in die Niederlande zurück.

### Bedeutung als Ethnograph
Kruyt verfasste zahlreiche Abhandlungen zur Ethnologie des Landes. 1906 erschien seine grundlegende Untersuchung Het animisme in den Indischen archipel. Der in Cambridge wirkende Ethnologe James George Frazer betrachtete Kruyt seinerzeit als „the highest living authority“ zur Theorie des Animismus. In den Fußstapfen von Forschern wie Paul und Fritz Sarasin, Walter Kaudern (1881–1942), und Albert Grubauer (1869–1960) erarbeitete Kruyt sein zweites Hauptwerk über die sogenannten West-Toraja auf Zentral-Celebes. Kruyt publizierte häufig in der Tijdschrift voor Indische Taal-, Land- en Volkenkunde, in den Bijdragen tot de Taal-, Land- en Volkenkunde van Nederlandsch-Indië des niederländischen Kolonialinstituts und in den Mededeelingen (Mitteilungen) seiner Missionsgesellschaft.

## Publikationen (Auswahl)

### Zur Theologie und Praxis der Mission
- De Inlander en de Zending. Vier lezingen. Amsterdam 1907.
- Van Heiden tot Christen. Oegstgeest 1926.
- De Zending een Dwaasheid. Oegstgeest 1928.
- Zending en Volkskracht. ’s-Gravenhage 1936.

### Monographien zur Ethnologie, zur Sprachwissenschaft und zur Religionswissenschaft
- Woordenlijst van den Bareë-Taal. Gesproken door de Alfoeren van Centraal Celebes beoosten de rivier van Poso, benevens de Topebato-Alfoeren bewesten genoemde rivier (Wörterverzeichnis der Bareë-Sprache, gesprochen von den Alfuren von Zentral-Celebes östlich des Poso-Flusses, nebst den Topebato-Alfuren westlich des besagten Flusses). Martinus Nĳhoff, ’s-Gravenhage 1894 (Digitalisat).
- Het Animisme in den Indischen Archipel (Der Animismus im Indischen Archipel). Martinus Nĳhoff, ’s-Gravenhage 1906 (Digitalisat).
- zusammen mit Nicolaas (Nicolaus) Adriani: De Bare'e-sprekende Toradja’s van Midden-Celebes (Die Bare'e-sprachigen Toraja von Zentral-Celebes). Drei Bände. Landsdrukk, Batavia 1912–1914.
- Art. Indonesians. In: James Hastings (Hg.): Encyclopaedia of Religion and Ethics. Edinburgh 1914, S. 232–250 (Digitalisat).
- De West-Toradjas op Midden-Celebes (Die West-Toraja auf Zentral-Celebes). N.V. Noord-Hollandsche Uitgevers-Maatschappij, Amsterdam 1938. Fünf Bände, davon vier Textbände (I-IV) und ein Tafelband (V).

### Zeitschriftenartikel
- Mijne eerste ervaringen te Poso (Meine ersten Erfahrungen am Poso). In Mededeelingen van wege het Nederlandsche Zendelinggenootschap, Jg. 1892.
- Een en ander aangaande het geestelijk en maatschappelijk leven van den Poso-Alfoer (Das eine und andere aus dem geistigen und gesellschaftlichen Leben der Poso-Alfuren). Artikel in drei Folgen. In: Mededeelingen van wege het Nederlandsche Zendelinggenootschap, Jg. 1895 (Teil I), 1896 (Teil II), 1897 (Teil III) und 1900 (Teil IV).
- Van Paloppo naar Posso (Von Paloppo zum Poso). In: Mededeelingen van wege het Nederlandsche Zendelinggenootschap, Jg. 1898.
- Het koppensnellen der Toradja's van Midden-Celebes, en zijne Beteekenis (Die Kopfjagd der Toradja von Zentral-Celebes und ihre Bedeutung). In: Verslagen en Mededeelingen der Koninklijke Nederlandse Akademie van Wetenschappen, Afdeeling Letterkunde, vierte Folge, Jg. 1899.
- De weerwolf bij de Toradja's van Midden-Celebe (Der Werwolf bei den Toraja von Zentral-Celebes). In: Tijdschrift voor Indische Taal-, Land- en Volkenkunde, Jg. 1899.
- Het rijk Mori (Das Reich Mori). In: Tijdschrift van het Koninklijk Nederlandsch Aardrijkskundig Genootschap, zweite Folge, Jg. 1900.
- Eenige ethnografische aanteekeningen omtrent de Toboengkoe en de Tomori (Einige ethnographische Bemerkungen in Bezug auf die Toboengkoe und Tomori). In: Mededeelingen van wege het Nederlandsche Zendelinggenootschap, Jg. 1900.
- Regen lokken en regen verdrijven bij de Toradja's van Midden Celebes (Regenlocken und Regenvertreiben bei den Toraja von Zentral-Celebes). In: Tijdschrift voor Indische Taal-, Land- en Volkenkunde, Jg. 1901.
- Het ijzer in Midden-Celebes (Das Eisen in Zentral-Celebes). In: Bijdragen tot de Taal-, Land- en Volkenkunde van Nederlandsch-Indië, Jg. 1901.
- Het wezen van het Heidendom te Posso (Das Wesen des Heidentums am Poso-Fluss). In: Mededeelingen van wege het Nederlandsche Zendelinggenootschap, Jg. (1903).
- De Rijstmoeder in den Indischen Archipel (Die Reis-Mutter[12] im Indischen Archipel). In: Verslagen en Mededeelingen der Koninklijke Nederlandse Akademie van Wetenschappen, Afdeeling Letterkunde, vierte Folge, Jg. 1903.
- Gebruiken bij den rijstoogst in enkele streken op Oost-Java (Gebräuche bei der Reisernte in einigen Regionen Ost-Javas). In: Mededeelingen van wege het Nederlandsche Zendelinggenootschap, Jg. 1903.
- Measa. Eene Bijdrage Tot het Dynamisme der Bare'e-Sprekende Toradja's en Enkele Omwonende Volken (Measa. Ein Beitrag zur Dynamik der Bare'e-sprachigen Toraja und einiger umliegender Völker). Artikel in drei Folgen. In: Bijdragen tot de Taal-, Land- en Volkenkunde van Nederlandsch-Indië, Jg. 1918 (Teil I) 1919 (Teil II) und 1920 (Teil III).
- De Timoreezen (Die Timoresen). In: Bijdragen tot de Taal-, Land- en Volkenkunde van Nederlandsch-Indië, Jg. 1923.
- De Moriërs van Tinompo (oostelijk Midden-Celebes) (Die Mori von Tinompo (östliches Zentral-Celebes)). In: Bijdragen tot de Taal-, Land- en Volkenkunde van Nederlandsch-Indië, Jg. 1924.
- De hond in de geestenwereld der Indonesiers (Der Hund in der Geisterwelt der Indonesier). In: Tijdschrift voor Indische Taal-, Land- en Volkenkunde, Jg. 1937.